# 烏紇
乌纥（？—648年），唐朝初年回纥酋长，瀚海都督吐迷度的侄子。
贞观二十二年（648年），乌纥和吐迷度之妻也就是自己的婶婶私通，于是与俱陆莫贺达干俱罗勃谋乱，二人都是车鼻可汗的女婿，谋划杀掉吐迷度而投奔车鼻可汗。乌纥领十多个骑兵乘夜袭击吐迷度，将他杀死。燕然副都护元礼臣派人骗乌纥，答应他上奏皇帝，接替吐迷度任命他为瀚海都督。乌纥不疑，骑马到元礼臣处，跪拜致谢。元礼臣将他抓起来杀死，上报朝廷。唐太宗担心回纥各部落分散，派兵部尚书崔敦礼持节安抚。赠吐迷度左卫大将军，擢其子婆闰为左骁卫大将军，袭任瀚海都督。俱罗勃入朝拜见太宗，太宗将他留下，不让他回去。